# دانیل پائومن
دانیل پائومن (انگلیسی: Dániel Pauman؛ زادهٔ ۱۳ اوت ۱۹۸۶) ورزشکار اهل مجارستان است.
وی در مسابقات کشوری و بین‌المللی در مجموع برندهٔ ۳ مدال نقره، ۲ مدال برنز شده‌است.